# جرج آر. دنیس
جرج رابرتسون دنیس (به انگلیسی: George Robertson Dennis) سناتور سابق عضو حزب دموکرات ایالات متحده آمریکا بود. وی در سال ۱۸۷۳ تا ۱۸۷۹ میلادی سناتور ایالت مریلند در سنای ایالات متحده آمریکا بود.